# 1985 في السويد
فيما يلي قوائم الأحداث التي وقعت خلال عام 1985 في السويد.

## أفلام
من الأفلام التي صدرت هذه السنة في السويد:
- 12 ديسمبر – حياتي ككلب من إخراج لاسي هالستروم.

## مواليد

### فبراير
- 1 فبراير – شيلباك
- 20 فبراير – بيتر أندرسون لاعب كرة قدم سويدي.

### مارس
- 6 مارس – لينوس ثورنبلاد منافِس أوليمبي سويدي.
- 6 مارس – ميكائيل دالبرغ لاعب كرة قدم سويدي.
- 19 مارس – توبياس أريكسون لاعب كرة قدم سويدي.
- 27 مارس – كارولين وينبرج عارضة سويدية.

### أبريل
- 16 أبريل – أندرياس غرانكفيست لاعب كرة قدم سويدي.
- 28 أبريل – ماتيلد يوهانسون لاعبة كرة مضرب فرنسية.

### يونيو
- 6 يونيو – سيباستيان لارسون لاعب كرة قدم سويدي.
- 27 يونيو – باتريك فولغرن لاعب كرة يد سويدي.

### أكتوبر
- 24 أكتوبر – أوسكار فيندت لاعب كرة قدم سويدي.

### نوفمبر
- 13 نوفمبر – فيكتور إلم لاعب كرة قدم سويدي.

### فبراير
- 22 فبراير – فيكتور كارلوند (مواليد 1906) لاعب كرة قدم سويدي.

### أكتوبر
- 25 أكتوبر – هارالد كرامر (مواليد 1893) رياضياتي سويدي.